# Anèmia hemolítica autoimmunitària
Una anèmia hemolítica autoimmunitària (AHAI) és un tipus d'anèmia hemolítica on el sistema immunològic del cos ataca els seus propis glòbuls vermells, fenomen que condueix a la seva destrucció (hemòlisi), la qual pot ser intravascular o extravascular.

## Etiologia
Les causes de l'AHAI són poc conegudes. La malaltia pot ser primària (o idiopàtica) o bé secundària a una altra malaltia subjacent.
L'AHAI idiopàtica representa aproximadament el 40-50% dels casos.
Les principals formes secundàries d'aquesta afecció hematològica són l'AHAI per anticossos calents i l'AHAI per anticossos freds:
- L'AHAI per anticossos calents:[4] Les causes més freqüents inclouen trastorns limfoproliferatius (per exemple, leucèmia limfocítica crònica, limfoma) i altres patologies de naturalesa autoimmunitària (per exemple, lupus eritematós sistèmic[5] artritis reumatoide, esclerodèrmia, malaltia de Crohn, colitis ulcerosa). Les causes menys freqüents de l'AHAI de tipus càlid inclouen neoplàsies diferents de les limfoides[6] i la infecció per citomegalovirus.[7]
- L'AHAI per anticossos freds:[8] És causada sobretot per trastorns limfoproliferatius, però també el seu origen són determinades infeccions, especialment per Mycoplasma pneumoniae,[9] pneumònia vírica i altres processos infecciosos respiratoris. Amb menys freqüència pot ser provocada per diverses condicions autoimmunitàries concomitants, bartonel·losi,[10] o mononucleosi infecciosa.[11]

L'AHAI induïda per fàrmacs, encara que rara, pot ser causada per diversos medicaments, inclosos els immunoteràpics, la metildopa (un antihipertensiu), la cefazolina (un antibiòtic pertanyent a la classe de les cefalosporines) o l'ibuprofèn.

## Signes i símptomes
Les manifestacions clíniques de la malaltia varien en funció del seu tipus i l'edat d'inici. Per regla general són febre, vòmits, abdominàlgia, pal·lidesa, pancitopènia, nivells baixos d'hemoglobina, colúria, icterícia, hepatoesplenomegàlia, hiperactivitat compensatòria de la medul·la òssia i taquicàrdia. En els nens acostuma a ser un quadre autolimitat que apareix després d'una infecció vírica comuna.

## Tractament
El tractament depèn d'un diagnòstic causal correcte. En els casos de AHAI induïda per medicaments cal determinar si la simple retirada de la presa del fármac comporta la remissió completa i segura de la malaltia. L'AHAI per anticossos calents es tracta inicialment amb corticoides, seguits de l'administració d'immunoglobulina intravenosa i/o la pràctica d'una esplenectomia quan no s'aconsegueix una resposta adequada. Algunes teràpies dirigides emprant anticossos monoclonals que tenen un perfil toxicològic favorable, com el rituximab, han obtingut resultats prometedors contra les dues formes predominants de l'AHAI. Altres tractaments amb immunosupressors, entre ells l'azatioprina o la ciclofosfamida, també han demostrat ser útils. En l'AHAI per anticossos freds pot ser suficient mantenir el malalt calent, evitant els corticoides i l'esplenectomía, ja que s'ha demostrat que no són mesures efectives. Quan el pacient presenta una anèmia molt greu es pot plantejat la necessitat d'una transfusió de sang, tenint en compte la possibilitat de complicacions causades per la presència en el receptor d'autoanticossos contra els eritròcits del donant.